# اوستروگوت‌ها
اوستروگوت‌ها یکی از دو شاخه قومیتی گوت‌ها در کنار ویزیگوت‌ها بودند که از اقوام ژرمن به‌شمار رفته و به زبان گوتی تکلم می‌نمودند. آن‌ها نقش تعیین‌کننده‌ای در وقایع دوران امپراتوری روم ایفا می‌کردند. بزرگترین و شناخته شده‌ترین شاه اوستروگوتی تئودوریک بزرگ می‌باشد. پس از مرگ آتیلا و فروپاشی امپراتوری هون که در نبرد ندائو در سال ۴۵۳ صورت گرفت، خاندان آمال شروع به تشکیل پادشاهی خود در پانونیا کردند. امپراتور بیزانس زنون این گوت‌های پانونی را در برابر گوت‌های تراکی قرار داد و با آن‌ها بازی می‌کرد، اما در عوض این دو گروه پس از مرگ تئودریک استرابون رهبر تراکیا و پسرش رکیتاچ متحد شدند. زنون سپس از تئودوریک برای حمله به ایتالیا و جایگزینی اودوآکر در آنجا، که قبلاً از او به عنوان پادشاه پشتیبانی می‌کرد، حمایت کرد. در سال ۴۹۳ تئودوریک بزرگ پادشاهی استروگوت‌های ایتالیا را تأسیس کرد، هنگامی که نیروهای اودوکر را شکست داد و یک خائن او را در ضیافتی کشت.
به دنبال مرگ تئودریک، دوره ای از بی‌ثباتی به وجود آمد و سرانجام امپراتور بیزانس، ژوستینین یکم را وسوسه کرد تا در ۵۳۵ میلادی، در تلاش برای بازگرداندن استان‌های سابق واقع در امپراتوری روم غربی، به استروگوت‌ها اعلان جنگ دهد. در ابتدا، بیزانسی‌ها موفق بودند، اما تحت رهبری توتیلا، گوت‌ها بیشتر قلمرو از دست رفته را تا زمان مرگ توتیلا در نبرد تاگینی بازپس گرفتند. این جنگ تقریباً ۲۱ سال به طول انجامید و خسارات زیادی را در سراسر ایتالیا به دنبال داشت و باعث کاهش جمعیت شبه جزیره شد. استروگوت‌های باقی مانده در ایتالیا با لمباردها ادغام شدند و در سال ۵۶۸ پادشاهی لمباردها را در ایتالیا تأسیس کردند.
مانند دیگر گروه‌های گوت، بازسازی تاریخ گوت‌هایی پیش از رسیدن به بالکان رومی، دشوار است. با این حال، استروگوت‌ها با گروتهونگی قبلی مرتبط هستند. حتی در قرن پنجم از استروگوت‌ها بیشتر به عنوان گوت یاد می‌شد، اما پیش از آن یکبار در شعری از کلادیان که آنها را با گروهی از گروتهونگی‌ها مرتبط می‌داند، که به عنوان یک واحد نظامی در فریگیه مستقر شدند. علاوه بر این، مورخ قرن ششم گوت‌های اردنس نیز استروگوت‌های زمان خود را با گوت‌های تحت سلطه پادشاه ارماناریک در قرن ۴، که نویسنده رومی آمیانوس مارسلینوس آنها را گروتهونگی نامیده بود، مقایسه کرده و آنها را بین رودهای دنیستر و دن توصیف کرده‌است. هون‌ها و آلان‌ها از شرق به گوت‌ها حمله می‌کردند و گروه‌های زیادی از گوت‌ها به امپراتوری روم نقل مکان کردند، در حالی که دیگران تابع هون‌ها شدند.